# Surreal Software
Surreal Software fue una desarrolladora de videojuegos con sede en Kirkland, Washington, EE. UU., Y una subsidiaria de Warner Bros. Interactive Entertainment, conocida por El Señor de los Anillos: La comunidad del anillo, The Suffering y la saga de Drakan. Surreal Software empleó a más de 130 diseñadores, artistas y programadores. Fue adquirida por Warner Bros. Games durante la quiebra de Midway Games en julio de 2009. Después de una serie de despidos masivos en enero de 2011, los empleados restantes se integraron en las oficinas de Kirkland de Warner Bros. Games, junto con los desarrolladores Monolith y Snowblind.
Las capacidades técnicas de Surreal Software aumentaron con el avance de las ofertas multiplataforma y un motor propio de desarrollo de juegos en tiempo real. El estudio trabajó por última vez en This Is Vegas, un título programado para ser lanzado en Xbox 360, PlayStation 3 y PC. Las primeras imágenes, videos e información de dicho juego se dieron a conocer en la semana del 4 de febrero de 2008 por IGN.

## Historia
Fue fundada en 1995 como un estudio independiente de desarrollo de videojuegos por Alan Patmore, Stuart Denman, Nick Radovich y Mike Nichols. Patmore, Nichols y Radovich asistieron juntos al Eastside Catholic High School en Bellevue, Washington. Allí conocieron a Stuart Denman, un graduado de la Universidad de Washington, a través de un panel de mensajes en línea. El grupo comenzó a operar en 1995 en una oficina en el vecindario Queen Anne de Seattle. Anteriormente, Radovich trabajaba de bienes raíces, mientras que Patmore trabajaba en una compañía de servicios inalámbricos, Nichols, entretanto, trabajaba en la compañía de juegos local llamada Boss Studios; y Denman acababa de realizar una pasantía en Microsoft en el equipo de Excel.
Su primer contrato fue con el desarrollador de juegos para niños Humongous, con sede en Bothell, que encontró el sitio web de Denman y llamó para reclutar programadores para Humongous. Surreal, en cambio, se ofreció a trabajar por contratos. En 1996 desarrollaron su primer motor de juego llamado Riot Engine. La primera vez que recibió el reconocimiento de la crítica fue con el lanzamiento de Drakan: Order of the Flame en 1999, quien continuó su éxito con Drakan: The Ancients 'Gates a principios de 2002; y ambos juegos se vendieron por más de 250.000 copias. Habiendo crecido a dos equipos de desarrollo, Surreal lanzó The Lord of the Rings: The Fellowship of the Ring más tarde ese mismo año, vendiendo más de 1.8 millones de copias.
En marzo de 2004, Surreal Software lanzó The Suffering, un concepto original lleno de acción y terror ubicado en una prisión aislada situada en una isla, e inspirados en los diseños de monstruos creados por Stan Winston. Tanto jugadores como críticos disfrutaron de esta nueva y audaz contribución al género de terror y, en 2005, The Suffering: Ties That Bind fue lanzado como secuela. En abril de 2004, Midway Games adquirió Surreal Software como un estudio de juegos interno. Este fue el único estudio que mantuvo su nombre original después de su adquisición por Midway en 2004. En 2006, el personal de Surreal Software se mudó de Fremont a su nuevo estudio frente al mar en Elliott Avenue, junto al Olympic Sculpture Park. En 2009, Surreal Software estaba entre los activos de Midway Games comprados por Warner Bros. Interactive Entertainment. En 2010, la compañía se fusionó con el estudio cercano Monolith Productions.

## Fundadores
Todos los fundadores habían dejado la compañía antes de fusionarse con Monolith.
- Stuart Denman — Director Técnico
- Alan Patmore — Director Proyectivo
- Nick Radovich — Operador de Negocios
- Mike Nichols — Director Artístico

## Lista de juegos
| Año  | Título                                            | Plataformas | Plataformas | Plataformas |
| Año  | Título                                            | PS2         | Win         | Xbox        |
| ---- | ------------------------------------------------- | ----------- | ----------- | ----------- |
| 1999 | Drakan: Order of the Flame                        | No          | Sí          | No          |
| 2002 | Drakan: The Ancients' Gates                       | Sí          | No          | No          |
| 2002 | The Lord of the Rings: The Fellowship of the Ring | Sí          | Sí          | No          |
| 2004 | The Suffering                                     | Sí          | Sí          | Sí          |
| 2005 | The Suffering: Ties That Bind                     | Sí          | Sí          | Sí          |

### Cancelados
- Gunslinger
- The Lord of the Rings: The Treason of Isengard
- This Is Vegas

- Datos: Q827153

1. ↑  A mitad de camino Nota de prensa: GC 2008: A mitad de camino Promete Línea de Espectáculo-Arriba con Perforadora Extra y Dos europeo Premieres
2. ↑  Ign.com: Juegos, Trampas, Películas y Más
3. ↑  «A Surreal Seattle approach to producing video games». The Seattle Times. 18 de marzo de 2002. Archivado desde el original el 8 de julio de 2012. Consultado el 29 de octubre de 2018.
4. ↑  J. C. Herz (12 de agosto de 1999). «GAME THEORY; The Feel of Cinema, but a Game at Heart». New York Times.
5. ↑  Stuart Denman. «Postmortem: Surreal Software's Drakan: Order of the Flame». Gamasutra.
6. ↑  Richard Rouse III. «Postmortem: The Game Design of Surreal's The Suffering». Gamasutra.
7. ↑  Jeremy Dunham. «Original PS3 IP From Surreal». IGN.
8. ↑  Midway Press Release:PR 2004-04-06 A